# O
O [uː] (fil) är den femtonde bokstaven i det moderna latinska alfabetet. Bokstaveringsnamnet är Olle.

## Betydelser

### Versalt O
- Länsbokstav för Västra Götalands län (tidigare för Göteborgs och Bohus län).
- Kemiskt tecken för grundämnet syre. Se även periodiska systemet.
- Inom bibliotekens klassifikationssystem SAB är O signum för samhälle, se SAB:O.
- Förkortning för väderstrecket Ost.

## Historia

Omikron.

Till det latinska alfabetet kom bokstaven O från den grekiska bokstaven omikron, som i sin tur härstammar från den feniciska bokstaven "ayin", vilken ursprungligen föreställde ett öga.

## Datateknik
I datorer lagras O samt förkomponerade bokstäver med O som bas och vissa andra varianter av O med följande kodpunkter:
| Unicode | Gemen |                                                     | Unicode | Versal |                                                       | Används bl.a. i följande språk |
| ------- | ----- | --------------------------------------------------- | ------- | ------ | ----------------------------------------------------- | --- |
| U+006F  | o     | LATIN SMALL LETTER O                                | U+004F  | O      | LATIN CAPITAL LETTER O                                | de flesta där latinskt alfabet används |
| U+1D52  | ᵒ     | MODIFIER LETTER SMALL O                             |         |        |                                                       | (inte att förväxla med U+00B0 (°) DEGREE SIGN) |
| U+00BA  | º     | MASCULINE ORDINAL INDICATOR                         |         |        |                                                       | (egentligen samma som U+1D52, se föregående rad, men denna är ibland understruken) Förkortning av ordningstal i bl.a. italienska, spanska.                               |
| U+00F3  | ó     | LATIN SMALL LETTER O WITH ACUTE                     | U+00D3  | Ó      | LATIN CAPITAL LETTER O WITH ACUTE                     | norska, isländska, färöiska, pinyin, spanska, portugisiska, polska, slovakiska, ungerska, högsorbiska, iriska, italienska, kasjubiska, katalanska, walesiska, occitanska |
| U+00F2  | ò     | LATIN SMALL LETTER O WITH GRAVE                     | U+00D2  | Ò      | LATIN CAPITAL LETTER O WITH GRAVE                     | norska, italienska, pinyin, kasjubiska, katalanska, occitanska, portugisiska, rätromanska                                                                                |
| U+014F  | ŏ     | LATIN SMALL LETTER O WITH BREVE                     | U+014E  | Ŏ      | LATIN CAPITAL LETTER O WITH BREVE                     | |
| U+00F4  | ô     | LATIN SMALL LETTER O WITH CIRCUMFLEX                | U+00D4  | Ô      | LATIN CAPITAL LETTER O WITH CIRCUMFLEX                | norska, franska, slovakiska, frisiska, kasjubiska, walesiska, portugisiska                                                                                               |
| U+1ED1  | ố     | LATIN SMALL LETTER O WITH CIRCUMFLEX AND ACUTE      | U+1ED0  | Ố      | LATIN CAPITAL LETTER O WITH CIRCUMFLEX AND ACUTE      | vietnamesiska |
| U+1ED3  | ồ     | LATIN SMALL LETTER O WITH CIRCUMFLEX AND GRAVE      | U+1ED2  | Ồ      | LATIN CAPITAL LETTER O WITH CIRCUMFLEX AND GRAVE      | vietnamesiska |
| U+1ED7  | ỗ     | LATIN SMALL LETTER O WITH CIRCUMFLEX AND TILDE      | U+1ED6  | Ỗ      | LATIN CAPITAL LETTER O WITH CIRCUMFLEX AND TILDE      | vietnamesiska |
| U+1ED5  | ổ     | LATIN SMALL LETTER O WITH CIRCUMFLEX AND HOOK ABOVE | U+1ED4  | Ổ      | LATIN CAPITAL LETTER O WITH CIRCUMFLEX AND HOOK ABOVE | vietnamesiska |
| U+01D2  | ǒ     | LATIN SMALL LETTER O WITH CARON                     | U+01D1  | Ǒ      | LATIN CAPITAL LETTER O WITH CARON                     | pinyin |
| U+00F6  | ö     | LATIN SMALL LETTER O WITH DIAERESIS                 | U+00D6  | Ö      | LATIN CAPITAL LETTER O WITH DIAERESIS                 | svenska, finska, isländska, tyska, ungerska, turkiska, azeriska, estniska, gagauziska, isländska, luxemburgiska, rätromanska, samiska                                    |
| U+022B  | ȫ     | LATIN SMALL LETTER O WITH DIAERESIS AND MACRON      | U+022A  | Ȫ      | LATIN CAPITAL LETTER O WITH DIAERESIS AND MACRON      | |
| U+0151  | ő     | LATIN SMALL LETTER O WITH DOUBLE ACUTE              | U+0150  | Ő      | LATIN CAPITAL LETTER O WITH DOUBLE ACUTE              | ungerska |
| U+00F5  | õ     | LATIN SMALL LETTER O WITH TILDE                     | U+00D5  | Õ      | LATIN CAPITAL LETTER O WITH TILDE                     | portugisiska, estniska, liviska |
| U+1E4D  | ṍ     | LATIN SMALL LETTER O WITH TILDE AND ACUTE           | U+1E4C  | Ṍ      | LATIN CAPITAL LETTER O WITH TILDE AND ACUTE           | |
| U+1E4F  | ṏ     | LATIN SMALL LETTER O WITH TILDE AND DIAERESIS       | U+1E4E  | Ṏ      | LATIN CAPITAL LETTER O WITH TILDE AND DIAERESIS       | |
| U+022D  | ȭ     | LATIN SMALL LETTER O WITH TILDE AND MACRON          | U+022C  | Ȭ      | LATIN CAPITAL LETTER O WITH TILDE AND MACRON          | liviska |
| U+022F  | ȯ     | LATIN SMALL LETTER O WITH DOT ABOVE                 | U+022E  | Ȯ      | LATIN CAPITAL LETTER O WITH DOT ABOVE                 | liviska |
| U+0230  | Ȱ     | LATIN CAPITAL LETTER O WITH DOT ABOVE AND MACRON    | U+0231  | ȱ      | LATIN SMALL LETTER O WITH DOT ABOVE AND MACRON        | liviska |
| U+00F8  | ø     | LATIN SMALL LETTER O WITH STROKE                    | U+00D8  | Ø      | LATIN CAPITAL LETTER O WITH STROKE                    | danska, norska, färöiska, samiska |
| U+01FF  | ǿ     | LATIN SMALL LETTER O WITH STROKE AND ACUTE          | U+01FE  | Ǿ      | LATIN CAPITAL LETTER O WITH STROKE AND ACUTE          | danska (sällsynt, finns i till exempel ordet gǿr) |
| U+01EB  | ǫ     | LATIN SMALL LETTER O WITH OGONEK                    | U+01EA  | Ǫ      | LATIN CAPITAL LETTER O WITH OGONEK                    | samiska, isländska (äldre ortografi), dogrib |
| U+01ED  | ǭ     | LATIN SMALL LETTER O WITH OGONEK AND MACRON         | U+01EC  | Ǭ      | LATIN CAPITAL LETTER O WITH OGONEK AND MACRON         | |
| U+014D  | ō     | LATIN SMALL LETTER O WITH MACRON                    | U+014C  | Ō      | LATIN CAPITAL LETTER O WITH MACRON                    | lettiska, liviska, pinyin |
| U+1E53  | ṓ     | LATIN SMALL LETTER O WITH MACRON AND ACUTE          | U+1E52  | Ṓ      | LATIN CAPITAL LETTER O WITH MACRON AND ACUTE          | |
| U+1E51  | ṑ     | LATIN SMALL LETTER O WITH MACRON AND GRAVE          | U+1E50  | Ṑ      | LATIN CAPITAL LETTER O WITH MACRON AND GRAVE          | |
| U+1ECF  | ỏ     | LATIN SMALL LETTER O WITH HOOK ABOVE                | U+1ECE  | Ỏ      | LATIN CAPITAL LETTER O WITH HOOK ABOVE                | vietnamesiska |
| U+020D  | ȍ     | LATIN SMALL LETTER O WITH DOUBLE GRAVE              | U+020C  | Ȍ      | LATIN CAPITAL LETTER O WITH DOUBLE GRAVE              | slovenska, kroatiska |
| U+020F  | ȏ     | LATIN SMALL LETTER O WITH INVERTED BREVE            | U+020E  | Ȏ      | LATIN CAPITAL LETTER O WITH INVERTED BREVE            | slovenska, kroatiska |
| U+01A1  | ơ     | LATIN SMALL LETTER O WITH HORN                      | U+01A0  | Ơ      | LATIN CAPITAL LETTER O WITH HORN                      | vietnamesiska |
| U+1EDB  | ớ     | LATIN SMALL LETTER O WITH HORN AND ACUTE            | U+1EDA  | Ớ      | LATIN CAPITAL LETTER O WITH HORN AND ACUTE            | vietnamesiska |
| U+1EDD  | ờ     | LATIN SMALL LETTER O WITH HORN AND GRAVE            | U+1EDC  | Ờ      | LATIN CAPITAL LETTER O WITH HORN AND GRAVE            | vietnamesiska |
| U+1EE1  | ỡ     | LATIN SMALL LETTER O WITH HORN AND TILDE            | U+1EE0  | Ỡ      | LATIN CAPITAL LETTER O WITH HORN AND TILDE            | vietnamesiska |
| U+1EDF  | ở     | LATIN SMALL LETTER O WITH HORN AND HOOK ABOVE       | U+1EDE  | Ở      | LATIN CAPITAL LETTER O WITH HORN AND HOOK ABOVE       | vietnamesiska |
| U+1EE3  | ợ     | LATIN SMALL LETTER O WITH HORN AND DOT BELOW        | U+1EE2  | Ợ      | LATIN CAPITAL LETTER O WITH HORN AND DOT BELOW        | vietnamesiska |
| U+1ECD  | ọ     | LATIN SMALL LETTER O WITH DOT BELOW                 | U+1ECC  | Ọ      | LATIN CAPITAL LETTER O WITH DOT BELOW                 | vietnamesiska |
| U+1ED9  | ộ     | LATIN SMALL LETTER O WITH CIRCUMFLEX AND DOT BELOW  | U+1ED8  | Ộ      | LATIN CAPITAL LETTER O WITH CIRCUMFLEX AND DOT BELOW  | vietnamesiska |
| U+0153  | œ     | LATIN SMALL LIGATURE OE                             | U+0152  | Œ      | LATIN CAPITAL LIGATURE OE                             | franska, engelska |
| U+0223  | ȣ     | LATIN SMALL LETTER OU                               | U+0222  | Ȣ      | LATIN CAPITAL LETTER OU                               | algonkinska, huron |
| U+0275  | ɵ     | LATIN SMALL LETTER BARRED O                         |         |        |                                                       | IPA |
| U+0276  | ɶ     | LATIN LETTER SMALL CAPITAL OE                       |         |        |                                                       | IPA |
| U+00A4  | ¤     | CURRENCY SIGN                                       |         |        |                                                       | ”generisk” valutasymbol, uppfanns som ”ersättning” för $-tecknet i ASCII för ISO/IEC 646                                                                                 |

I ASCII-baserade kodningar lagras O med värdet 0x4F (hexadecimalt) och o med värdet 0x6F (hexadecimalt).
I EBCDIC-baserade kodningar lagras O med värdet 0xD6 (hexadecimalt) och o med värdet 0x96 (hexadecimalt).
Övriga varianter av O lagras med olika värden beroende på vilken kodning som används, om de alls kan representeras.